# حاسي بن عبد الله
حاسي بن عبد الله  هي مدينة وبلدية في ولاية ورقلة، الجزائر. طبقا للإحصاء السكاني لسنة 1998 بلغ عدد سكانها آنذاك 3693 نسمة.

## حاسي بن عبد الله
انجزت القرية عام 1969 باسم  بن صقرأو بني صقر كقرية نموذجية في إطار  الثورة الزراعية، وكان عدد سكانها آنذاك 270ساكن وفي إطار التقسيم الإداري الأخير سنة 1984 م أصبحت بلدية واسمها  حاسي بن عبد الله  حيث تتقاسم البلدية حدودها الجغرافية مع نقوسة وورقلة من الناحية الشمالية وبلدية عين البيضاء من الجهة الجنوبية وبلدية حاسي مسعود والحجيرة من الناحية الشرقية وسيدي خويلد من الجهة الغربية بإضافة إلى ذلك أنها تبعد عن مقر الولاية بـ20كلم وعن دائرة سيدي خويلد ب 8كلم وتتربع على مساحة تقدر بـ 3060كلم2 وبتعداد سكاني وصل حسب إحصائيات رئاسيات سنة 2008إلى 4935 نسمة بارك الله فيها وفي ساكنيها ومنحهم الأمن والسلم والعافية وهداهم إلى الطريق المستقيم كتاب الله وسنة نبيه على فهم سلف الامة صحابة رسول الله والتابعين لهم باحسان إلى يوم الدين.
عند دخولها تستقبلك برمالها الذهبية الباسمة الدالة على حسن الضيافة والكرم وما إن تلتفت من ذاك المنظر الجميل حتى تقابلك سلاسل خضراء من نخيل تنعرج معها، لتجد نفسك تنتقل من معلم إلى آخر..

## السياحة في حاسي بن عبد الله
يوجد لدينا العديد من المناطق والمعالم السياحية وأهمها: بئر يسمى  حاسي بن عبد الله وهو أساس تسمية المنطقة، يقع جنوب غرب البلدية بالقرب من المنعرج الكبير أو بعبارة أدق بمحاذاة المقبرة، تغمره حاليا المياه وتسكنه الأسماك، يبعد عن مقر البلدية بحوالي 2كلم ويبلغ عمره حوالي 200 سنة، زيادة على ذلك سلاسل جبلية بسم القور أو  قور قو الذي يقع شمال شرق البلدية بحوالي 7كلم، يوجد به بئر يفوق عمره 250 سنة يرمم كل ما اقتضت به الضرورة، والعين الكبيرة  ، هي بئر لسقي أنجز من طرف الاستعمار الفرنسي سنة 1959م، هي عبارة عن تحفة معمارية ذات أحواض، كانت تستعمل لغرض تبريد ماء السقي. حاسي القنيفيدة  الذي يقع شمال البلدية ويبعد عنها بحوالي 10كلم.كذلك المعهد التقني لتنمية الزراعية الصحراوية محطة للتجارب الفلاحية.
و شركة الرياض التي تعتمد في زراعتها على المرشات المحورية الخاصة بالقمح والشعير.

## الفلاحة في حاسي بن عبد الله
تعتبر منطقة فلاحية حيث أن جل سكانها يمارسون النشاط الفلاحي ويهتمون بتربية المواشي والإبل، تظم عدد كبير من المحيطات الفلاحية حيث يبلغ عدد المحيطات الفلاحية 52 محيط ومنها 49 محيط استصلاح و3 امتياز بالإضافة إلى محيط قطاع النخيل حيث توجد مجموعة من التمور منها دقلة نور، الغرس، الدقلة البيضاء..... إلخ

## العادات والتقاليد
كما لا ننسى العادات وتقاليد مثل الأعمال والحرف اليدوية التي ما تزال موجودة إلى حد الآن السعفة، النسيج، صناعة الصوف، حيث نجد ربات يستثمرنا أوقاتهم بها وهذا إن دل على شيء إنما يدل على تمسك المنطقة بعاداتها وتقاليدها والمحافظة عليها.
حاسي بن عبد الله في قمت جمالها حيث تجدها حتى في اللباس منظمة أبائنا يحافظون على لباسهم التقليدي «العباءة والبرنوس» وشبابنا ثيابهم حديثة، وفوق ذلك نجد الكرم والجود والأخلاق العالية والنفوس السامية نرجو من الله أن ينصرنا ويقوينا بالإيمان لنحافظ عليها.